# Pai Tau Tsuen
Pai Tau Tsuen of Pai Tau Village is een lintdorp of gehucht met maar één straat en wordt merendeels bevolkt door de familie Lam (藍). Deze nederzetting ligt in het Hongkongse Sha Tin District en  ligt aan de voet van een berg waarop het Klooster van de Tienduizend Boeddha's staat. Vroeger was het omringd door akkers. Door verstedelijking van het oorspronkelijke dorp Sha Tin zijn al deze akkers verdwenen. De meeste inwoners van dit lintdorp zijn dan ook geen boeren meer. Het heeft ongeveer honderd inwoners. Het dorpshoofd Lam Kwok-yin was in het verleden vicevoorzitter geweest van de Heung Yee Kuk.
Door de verstedelijking van Hongkong als geheel werd een metronetwerk gebouwd. Het metrostation van Sha Tin ligt maar een paar meter naast het lintdorp.
In het lintdorp staan enkele huizen gebouwd in Chinese stijl. Het heeft een citang van de familie Lam (藍). Dit gebouw staat op de lijst van Grade III Historic Building. 
Pai Tau Tsuen kwam in maart 2013 in het nieuws, omdat de Hongkongse overheid de dorpelingen beschuldigden van het illegaal bezetten van overheidsgrond.